# TuKola
tuKola è un marchio di cola prodotto e commercializzato dalla società Los Portales a Cuba.